# Steve McManaman
Steve McManaman, född 11 februari 1972, är en engelsk fotbollsspelare som var aktiv under 1990-talet och den första halvan av 2000-talet. 
McManaman slog igenom som snabb ytter i Liverpool FC i början på 1990-talet och gjorde totalt 364 matcher för klubben, men valde sedan att gå som Bosman till Real Madrid 1999. I Real Madrid gjorde han bland annat ett av målen i Uefa Champions League-finalen 1999/2000 mot Valencia CF, som Madridklubben vann med 3-0. Efter att ha fått väldigt lite speltid mot slutet av sin karriär i Real Madrid valde han att spela 2 säsonger i Manchester City innan han avslutade karriären 2005.
I det engelska landslaget debuterade McManaman 1994 och spelade bland annat i EM 1996, VM 1998 och EM 2000.

## Meriter
Med Liverpool
- Engelska FA-cupen: 1992
- Engelska ligacupen: 1995

Med Real Madrid
- UEFA Champions League: 2000 och 2002
- Ligamästare: 2001 och 2003